# Manerbe
Manerbe ist eine französische Gemeinde mit 545 Einwohnern (Stand: 1. Januar 2022) des Départements Calvados in der Region Normandie. Administrativ ist sie dem Kanton Mézidon Vallée d’Auge und dem Arrondissement Lisieux zugeteilt. 

## Geographie
Manerbe liegt etwa 34 Kilometer südlich von Le Havre in der Landschaft Pays d’Auge. Umgeben wird Manerbe von den Nachbargemeinden Auvillars im Norden und Nordwesten, Formentin im Norden, Le Torquesne im Norden und Nordosten, Coquainvilliers im Osten und Nordosten, Ouilly-le-Vicomte im Osten und Südosten, Saint-Désir im Südosten, Le Pré-d’Auge im Süden, Saint-Ouen-le-Pin im Südwesten, Montreuil-en-Auge im Westen sowie La Roque-Baignard im Westen und Nordwesten.

## Bevölkerungsentwicklung
| Jahr                      | 1962 | 1968 | 1975 | 1982 | 1990 | 1999 | 2006 | 2013 |
| Einwohner                 | 379  | 301  | 271  | 332  | 498  | 500  | 469  | 551  |
| Quelle: Cassini und INSEE |      |      |      |      |      |      |      |      |

## Sehenswürdigkeiten
- Kirche Saint-Jean-Baptiste aus dem Jahr 1513, Monument historique seit 1926
- Reste des Schlosses, 1944 zerstört

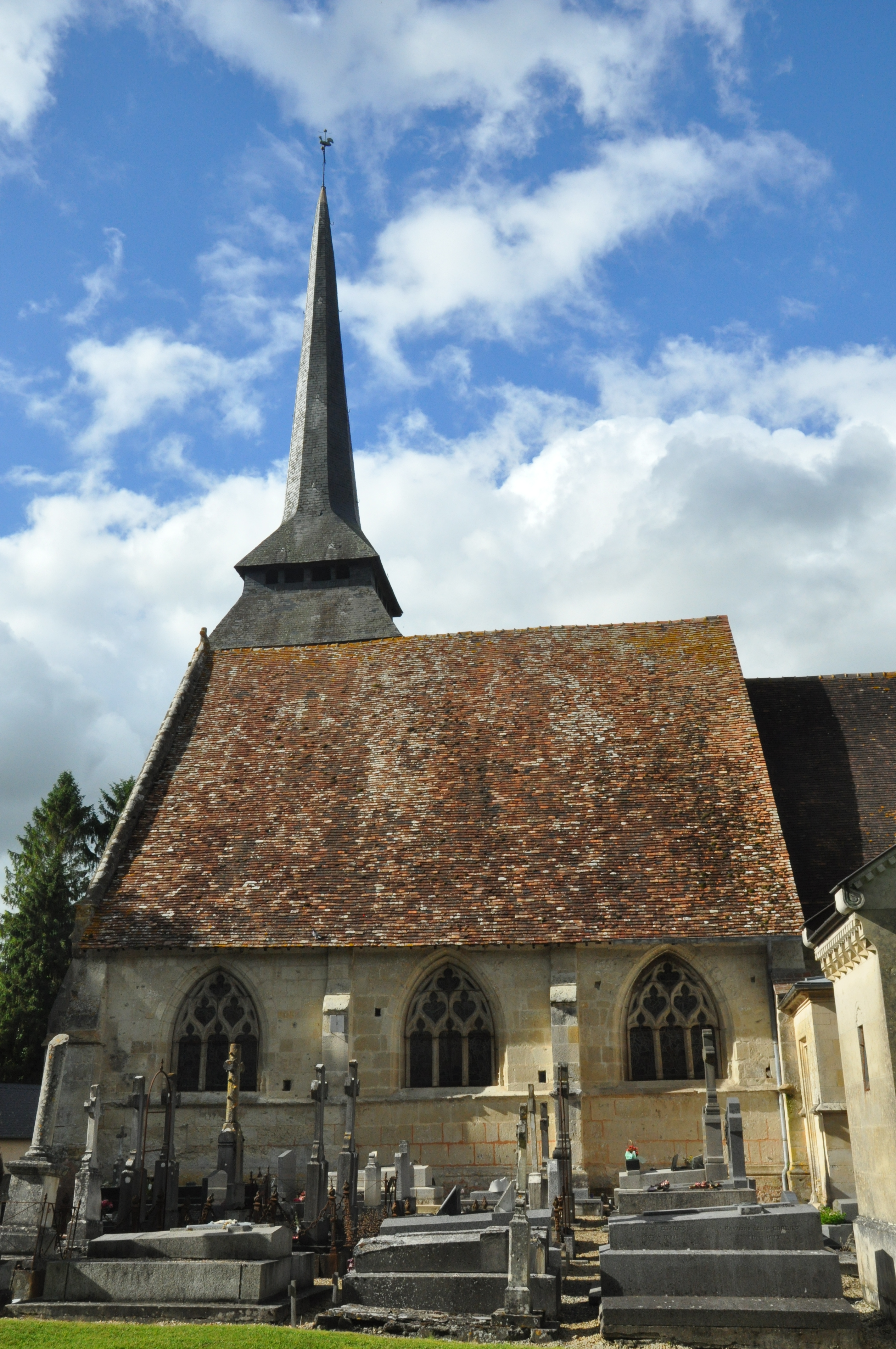
Kirche Saint-Jean-Baptiste